# Jenny Kim
Jenny Kim (김제니?; Seul, 22 novembre 1994) è una modella sudcoreana.
Incoronata Miss Supranational nel 2017, in precedenza è stata nominata Miss Universo Corea 2016 e ha gareggiato a Miss Universo dello stesso anno.

## Biografia
Kim è nata il 22 novembre 1994 a Seul, la capitale della Corea del Sud. Si è trasferita in Indonesia all'età di un anno con la sua famiglia e ha vissuto a Giacarta dal 1995 fino al diploma di scuola superiore nel 2013. Ha studiato alla Jakarta Intercultural School e alla Gandhi Memorial International School di Giakarta per 13 anni.
Dopo il liceo, Kim è tornata in Corea del Sud per studiare alla Ewha Womans University con una doppia specializzazione in amministrazione di uffici internazionali e lingua e letteratura inglese. Si offre anche volontaria come interprete presso il Museo Nazionale dell'Indonesia a Giacarta. Parla coreano, indonesiano e inglese.

## Concorsi di bellezza

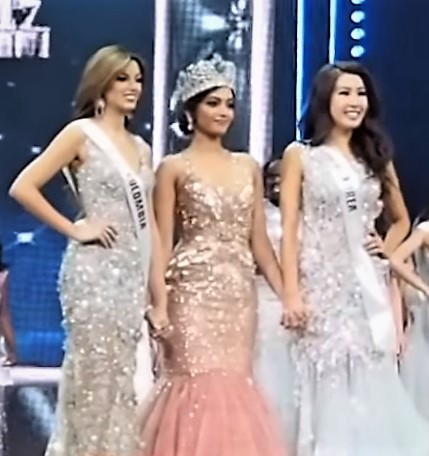
Le finali di Miss Supranational 2017. Da sinistra: Tica Martinez della Colombia, prima classificata; Srinidhi Shetty, Miss Supranational 2016 in carica; Jenny Kim della Corea del Sud, Miss Supranational 2017

### Miss World Korea 2015
Il primo concorso di bellezza di Kim è stato Miss World Korea nel dicembre 2015. Ha vinto la prima classificata dietro a Miriam Wang Hyun.

### Miss Universo 2016
Kim ha gareggiato con altre 85 concorrenti alla 65ª edizione di Miss Universo 2016, dove le è stato assegnato il premio Miss Congeniality il 30 gennaio 2017. Era la prima volta che la Corea riceveva questo premio all'evento.

### Miss Supranational 2017
Kim ha gareggiato a Miss Supranational 2017 che si è tenuto a Krynica-Zdrój in Polonia il 1º dicembre. Kim è stata incoronata vincitrice dalla detentrice del titolo uscente Miss Supranational 2016, Srinidhi Ramesh Shetty. È la prima vincitrice della Corea del Sud e la vittoria è il primo titolo importante per il suo paese.
Durante il suo regno come Miss Supranational 2017, Kim ha viaggiato in Vietnam, Cina, Giappone, Myanmar, Malaysia, India e Indonesia, ha partecipato a Miss Diva 2018 in India e ha reso pubbliche varie interviste e consigli ai futuri concorrenti. Ha partecipato al concorso di bellezza Puteri Indonesia 2018 ed è stata giudice onoraria a Puteri Indonesia 2019. Ha contribuito alla presentazione degli International Emmy Kids Awards al Festival di Cannes nel 2018. Ha incoronato Miss Supranational Vietnam 2018 a Seul.